# Niganda coelestis
Niganda coelestis är en fjärilsart som beskrevs av Sergius G. Kiriakoff 1962. Niganda coelestis ingår i släktet Niganda och familjen tandspinnare. Inga underarter finns listade i Catalogue of Life.